# Volvo C30
Volvo C30 je po deseti letech prvním hatchbackem značky Volvo. Je tak nepřímým nástupcem modelu Volvo 480 z přelomu 80. a 90. let. Konstrukčně i vizuálně vychází ze sedanu a kombi S40 a V50 respektive coupé-kabrioletu Volvo C70. Hlavním konurentem C30 je Audi A3, případně BMW řady 1, které však na rozdíl od C30 a A3 má podléně umístěný motor a pohon zadních kol.
Vůz prošel faceliftem pro modelový rok 2010. V roce 2013 došlo k ukončení výroby.

## Design
Vzhled Volva C30 se vyznačuje několika netradičními prvky. Bohatě jsou využity díly lakované v kontrastní černé barvě. Tímto způsobem jsou zpracovány boční lemy, spodní polovina obou nárazníků a rámy oken. Přední část je velice podobná modelům S40, V50 a C70. Přední světlomety mají černé pozadí. Zadní světla jsou protažena do zadních sloupků, na spodní straně na ně plynule navazuje vysoký nárazník. Víko zavazadlového prostoru je tvořeno pouze prosklenou plochou bez rámu a je zapuštěno hluboko do karosérie.

## Závodní verze
Pro švédský šampionát cestovních automobilů STCC připravilo Volvo speciál C30 E85 Super 2000. Tento vůz má vyztuženou karosérii a využívá dvoulitrový benzínový motor upravený pro spalování paliva E85 (směs benzínu a 85 % ethanolu). Maximální výkon přesahuje 200 kW a je dosažen při 8750 ot./min, točivý moment vrcholí 230 Nm při 7300 ot./min.

## C30 ReCharge
Koncept Volvo C30 ReCharge, představený na autosalonu ve Frankfurtu v roce 2007, je studií auta s hybridním pohonem, jehož baterie lze dobíjet z rozvodné sítě (tzv. plug-in hybrid). Automobil kombinuje spalovací motor na E85 a čtyři elektromotory umístěné přímo v kolech. Při plném nabití ujede C30 ReCharge až 100 km pouze na elektrický pohon.

## Přehled motorizací
Motorová paleta je tvořena řadovými čtyř- a pětiválcovými motory o výkonu 74 až 169 kW.
| Model                     | 1.6              | 1.8              | 2.0              | 2.4i             | T5                    | 1.6D             | 2.0D             | D5               |
| Uspořádání válců          | 4 v řadě         | 4 v řadě         | 4 v řadě         | 5 v řadě         | 5 v řadě              | 4 v řadě         | 4 v řadě         | 5 v řadě         |
| Druh motoru               | benzínový        | benzínový        | benzínový        | benzínový        | turbobenzín           | turbodiesel      | turbodiesel      | turbodiesel      |
| Objem (cm³)               | 1.596            | 1.797            | 1.999            | 2.435            | 2.521                 | 1.560            | 1.997            | 2.400            |
| Vrtání × zdvih (mm)       | 79,0 × 81,4      | 83,0 × 83,1      | 87,5 × 83,1      | 83,0 × 90,0      | 83,0 × 93,2           | 75,0 × 88,3      | 85,0 × 88,0      | 81,0 × 93,2      |
| Výkon (kW)                | 74 při 6000 ot.  | 92 při 6000 ot.  | 107 při 6000 ot. | 125 při 6000 ot. | 169 při 5000 ot.      | 80 při 4000 ot.  | 100 při 4000 ot. | 132 při 4000 ot. |
| Kroutící moment (Nm)      | 150 při 4000 ot. | 165 při 4000 ot. | 185 při 4500 ot. | 230 při 4400 ot. | 320 při 1500–5000 ot. | 240 při 1750 ot. | 320 při 2000 ot. | 350 při 3250 ot. |
| Nejvyšší rychlost – MT    | 185 km/h         | 200 km/h         | 210 km/h         | 220 km/h         | 240 km/h              | 190 km/h         | 205 km/h         |                  |
| Nejvyšší rychlost – AT    |                  |                  |                  | 215 km/h         | 235 km/h              |                  |                  | 220 km/h         |
| Zrychlení 0–100 km/h – MT | 11,8 s           | 10,8 s           | 9,4 s            | 8,1 s            | 6,7 s                 | 11,9 s           | 9,4 s            |                  |
| Zrychlení 0–100 km/h – AT |                  |                  |                  | 8,8 s            | 7,1 s                 |                  |                  | 8,4 s            |
| Komb. spotřeba – MT       | 7,0 l/100 km     | 7,3 l/100 km     | 7,3 l/100 km     | 8,4 l/100 km     | 8,7 l/100 km          | 4,9 l/100 km     | 5,7 l/100 km     |                  |
| Komb. spotřeba – AT       |                  |                  |                  | 9,0 l/100 km     | 9,4 l/100 km          |                  |                  | 6,9 l/100 km     |
| Emise CO2 – MT            | 167 g/km         | 174 g/km         | 174 g/km         | 200 g/km         | 208 g/km              | 129 g/km         | 151 g/km         |                  |
| Emise CO2 – AT            |                  |                  |                  | 214 g/km         | 224 g/km              |                  |                  | 182 g/km         |
| Pohotovostní hmotnost     | 1279 kg          | 1329 kg          | 1327 kg          | 1429 kg          | 1437 kg               | 1373 kg          | 1421 kg          | 1479 kg          |

Pozn.: MT = manuální převodovka, AT = automatická převodovka

## Statistika registrací

### Registrace v ČR
| Rok  | registrace OA | z toho benzín | z toho diesel | registrace LUV | z toho benzín | z toho diesel | celkem OA+LUV |
| 2007 | 160           | 123           | 37            | 133            | 86            | 47            | 293           |

Zdroj: SDA-CIA

### Registrace v Německu
- 2006 –  229
- 2007 –  5486

Zdroj: Kraftfahrt-Bundesamt